# أليس إس. روسي
أليس إس. روسي (بالإنجليزية: Alice S. Rossi)‏ هي عالمة اجتماع أمريكية، ولدت في 24 سبتمبر 1922 في بروكلين في الولايات المتحدة، وتوفيت في 3 نوفمبر 2009 في نورثهامبتون في الولايات المتحدة.